# Budde-Haus
Pour les articles homonymes, voir Budde.
Budde-Haus est l'un des onze centres socioculturel de la ville de Leipzig.
Il se situe au nord de la ville dans le quartier de Gohlis. La maison a été construite en 1890-1891 pour le riche industriel Adolf Bleichert (1845-1901) et sa famille. Devenue centre culturel (Kulturhaus) en 1956, elle est classée monument historique depuis 1973. Elle constitue un exemple important de l'architecture historisante du tournant du XXe siècle en Allemagne.

## Histoire

### De la construction à 1945: les familles Bleichert et Mende
En 1860, une usine à gaz et une petite villa pour la gestion de l'usine à gaz existaient déjà sur le vaste terrain entre les actuelles rues Lützowstraße et Benedixstraße.
En 1881, Adolf Bleichert (né en 1845 à Dessau mais qui a grandi à Leipzig-Gohlis), ingénieur et fondateur de la fabrique de téléphériques Bleichert & Co achète le terrain ainsi que les bâtiments qui se situent en face de ses propres locaux. La petite villa qui s'y trouvait fut ensuite transformée en maison familiale. En 1890-1891, Bleichert fait démolir le bâtiment pour construire à la place une luxueuse demeure, la Villa Hilda nommée d'après l'épouse de l'industriel, Hildegard Bleichert.
Adolf et Hilda Bleichert ont eu huit enfants, dont deux sont décédés prématurément. En 1899, Adolf Bleichert est atteint de la tuberculose. Il meurt en 1901 à Davos en Suisse, alors qu'il y faisait une cure thermale. Il est enterré au cimetière de Leipzig-Gholis et sa tombe est encore visible aujourd’hui. L'entreprise a été reprise avec succès par ses fils Max et Paul Bleichert. En 1918, la famille est élevée au rang de noble par le roi de Saxe, Frédéric-Auguste III et porte désormais le nom von Bleichert. Au début des années 1920, la famille quitte la maison.
En 1927, Karl Mende (1882-1968), homme d'affaires et grossiste en verre industriel lipsien basé à Eutritzscher Freiladebahnhof, rachète la propriété pour y installer sa résidence familiale. Il y fait diverses modifications architecturales et ornementales, dont le plafond de l’étage supérieur qui est remplacé par des blocs de verre.
Lors du bombardement de Leipzig par la Royal Air Force britannique en 1945, la villa est durement touchée : l'aile droite et la coupole en verre de la maison sont détruites. Jusqu'en 1952, la famille Mende y vivait encore, avec des logements pour les réfugiés. 
En 1952, Karl Mende est arrêté sous un prétexte falacieux (création d’un monopole). Il est alors dessaisi de sa propriété et enfermé à la prison de Zwickau. Il s’en échappera grâce à de faux papiers pour trouver refuge à Berlin-Ouest.

### Au temps de la RDA: le «Klubhaus Heinrich-Budde»
La propriété est alors placée sous la juridiction du conseil municipal de Leipzig et devient d'utilité publique. Entre 1953 et 1954, la villa est utilisée comme internat pour les élèves de l’école d’ingéniérie civile, puis de 1954 à 1955, comme foyer pour jeunes filles en difficulté.
En 1956, la société d'ingénierie VEB Verlade-und Transportanlagen Leipzig (qui avait nationalisé Bleichert & Co) devient gestionnaire de la villa pour en faire un usage culturel. Le 11 août 1956, est inauguré le Klubhaus Heinrich-Budde. Les décennies suivantes sont marquées par une vie culturelle intense dans la maison, comprenant entre autres une bibliothèque, des groupes de travail et des soirées dansantes.

### De la chute du mur de Berlin à nos jours: Budde-Haus
En janvier 1993, le Klubhaus Heinrich-Budde est fermé. La villa est rendue aux héritiers de Karl Mende qui en avait fait la demande de restitution. À l’initiative de l'association des citoyens de Gohlis (Bürgerverein Gohlis) se forme le collectif Sauver Budde-Haus (Rettet das Budde-Haus). La ville de Leipzig fait alors l'acquisition de la propriété auprès de la famille Mende pour 2,4 millions de marks. La maison est ensuite remise à l’association Heinrich-Budde-Haus e. V créée pour la gestion et le développement du lieu.
Le 22 mai 1993 a lieu la réouverture du centre socioculturel Heinrich-Budde-Haus. Malgré une programmation culturelle importante et des chantiers de rénovation, la ville, qui louait les locaux à l’association Heinrich-Budde-Haus e. V, avait pour projet de les vendre. En 2014, lorsque l'association dépose le bilan, l’Office culturel de la ville reprend l’administration du bâtiment (à partir du 1er septembre 2014) et organise un appel d'offres pour la gestion du lieu. Depuis janvier 2017, l'association FAIRbund e. V. exploite à nouveau Budde-Haus comme centre socioculturel.

## Architecture
Dans le quartier populaire de Gohlis, qui a été principalement construit à des fins résidentielles, de nombreuses villas bourgeoises ont été construites au XIXe siècle. En 1881, l'ingénieur Adolf Bleichert acquiert la propriété de la Feldstraße (aujourd'hui Lützowstraße). Il envisage rapidement une démolition pour y faire construire une villa plus luxueuse. Les plans de construction de la nouvelle villa Bleichert sont déposés en 1889 .
Le célèbre cabinet d'architectes de Leipzig, Pfeifer & Händel, est chargé de la réalisation, et le bâtiment est construit par un entrepreneur local, Eduard Steyer.
Sur le pignon central de la façade principale, est inscrit le nom Villa Hilda, en l'honneur de l’épouse du commanditaire : Victoria Emilie Hildegard Bleichert, née Ölschig (1855-1928). Le nom Villa Hilda est encore communément utilisé pour évoquer ce lieu, tout autant que Bleichert.
Les travaux de construction ont duré jusqu'en 1891, et la famille a pu déménager l'année suivante. La villa est constituée de matériaux luxueux : la façade est réalisée en grès fin des carrières de Postelwitz et Cotta et les ornements sont exécutés en marbre, stuc et or. Des vitraux et des boiseries fines à l'intérieur complètent le décor. L'avant-corps central, décoré de colonnes ioniques, est flanqué de deux ailes latérales. Le décor de la façade principale est une véritable démonstration de luxe et de richesse où se trouvent entre autres sculptés des guirlandes de fruits, une tête de lion (au-dessus du balcon), des bustes de femmes encadrées de motifs floraux sculptées. Un blason aux initiales du propriétaire sur le pignon triangulaire domine l’ensemble. Le toit plat actuel était autrefois couronné par un dôme de verre monumental.
Le caractère symbolique de la façade principale se poursuit en bas de l’escalier monumental de l’avant-corps avec une imposante fontaine décorative. Y sont mêlés des éléments de style antique et assyrien : créatures mythiques d'origine égyptienne ressemblant à des sphinx, têtes de lion, figures de dauphin ainsi que des ornements végétaux.
L'intérieur est tout aussi généreusement décoré : l'escalier était autrefois orné d'une fontaine murale, et la rotonde avait à l'origine un dôme vitré coloré, inondant de lumière le spacieux foyer. 
La Seconde Guerre mondiale a laissé derrière elle un certain nombre de dégâts : l'angle sud-est avec la véranda fut complètement détruit, et le dôme de verre à l'intérieur ainsi que la pyramide de verre à l'extérieur ont disparu.

## L'entreprise Bleichert
L'usine de fabrication de téléphériques Adolf Bleichert & Co, fondée en 1874, était une société basée à Leipzig-Gohlis, particulièrement active, qui est devenue la plus grande entreprise mondiale de ce secteur avant la fin du siècle. Les anciens locaux de l'usine situés en face de Budde-Haus sont classés sous protection au patrimoine culturel. 

## L'origine du nom Budde-Haus
Caspar Heinrich Budde est né le 28 janvier 1887 à Dorstfeld, près de Dortmund. Après diverses formations et stages, il est employé comme technicien d'avril à août 1909 à l'usine de transport Adolf Bleichert & Co. à Leipzig.
En 1914, il épouse Else (née Funke), avec laquelle il a deux enfants : Herbert (né en 1910) et Gertrud (née en 1915). En 1914, la famille Budde s'installe à Duisbourg. À l’issue de la Première Guerre Mondiale, Heinrich Budde se met à son compte en tant que transporteur. Heinrich Budde revient à Leipzig en 1921-1922, où il est à nouveau employé par la société Bleichert comme ingénieur en métallurgie. À la suite du krach économique mondial de 1929, il est licencié. En 1935, il obtient un emploi dans la société de canalisations et tubulures Mannesmann-Rohrleitungen A.G. .
En 1943, lors d'une mission de surveillance des raids aériens à Mannesmann, Heinrich Budde se plaint du régime nazi. Il est dénoncé à la Gestapo par des collègues et arrêté. L'acte d'accusation incriminait Budde de discours haineux, l'accusant de planifier un coup d'État communiste contre le peuple allemand. En juillet 1944, le procès se déroule devant le tribunal régional supérieur de Dresde. Budde y est condamné à une peine de sept ans de prison pour entrave à l'effort de guerre et à sept ans de privation des droits civiques. Le ministère public fait appel de cette décision qu'il juge trop légère et le tribunal populaire fasciste prononce la peine de mort le 27 octobre 1944. Heinrich Budde est exécuté le 27 novembre 1944. En mémoire de Budde, la Beaumontstraße à Gohlis a été rebaptisée Heinrich-Budde-Straße en 1945 et en 1956, le Klubhaus Heinrich-Budde a été baptisé en son honneur.